# Stig Lommers sommarrevy 1956
Stig Lommers sommarrevy var en dansk originalrevy som spelade 1956 i Stockholm i produktion av Knäppupp AB. Texterna skrevs av Arvid Möller, Börge Möller, Amdi Riis, Ulrik Neumann och Svend Asmussen, och de svenska översättningarna gjordes av Dix Dennie, Nils Sie och Pär Rådström. För regin svarade Stig Lommer. Rita Clair stod för koreografin och Svend Asmussen var kapellmästare.
Stig Lommers sommarrevy spelade på Idéonteatern den 29 juni-12 oktober 1956.

## Medverkande
Svend Asmussen, Lars Ekborg, Git Gay, Ulrik Neumann, Lena Söderblom med flera.